# NGC 3476
NGC 3476 (również NGC 3480 lub PGC 32987) – galaktyka eliptyczna (E), znajdująca się w gwiazdozbiorze Lwa.
Odkrył ją Albert Marth 25 marca 1865 roku. Prawdopodobnie tę samą galaktykę obserwował też Andrew Common w 1880 roku, odnotowana przez niego pozycja obiektu była jednak bardzo niedokładna. John Dreyer skatalogował obserwację Martha jako NGC 3476, a Commona jako NGC 3480.